# Thaumaglossa indiana
Thaumaglossa indiana là một loài bọ cánh cứng trong họ Dermestidae. Loài này được Veer, Chauhan & Singh miêu tả khoa học năm 2004.